# Масуд, Ахмад
Ахма́д Масу́д (дари احمد مسعود, тадж. Аҳмад Масъуд;  род. 10 июля 1989, Панджшер, ДРА или Warsaj District, Тахар) — афганский политик таджикского происхождения, сын и преемник полевого командира Ахмад Шаха Масуда, известного своей успешной борьбой сначала с советскими войсками, а потом с «Талибаном».

## Биография
Ахмад Масуд родился 10 июля 1989 году в Пию, провинция Тахар, на северо-востоке Афганистана в таджикской семье.
После окончания средней школы в Иране Масуд провёл год на военных курсах в Королевской военной академии в Сандхерсте. В 2012—2015 годах учился на факультете военных исследований в Королевском колледже Лондона. В 2016 году получил степень магистра международной политики в Лондонском городском университете.
В ноябре 2016 года Масуд вернулся в Афганистан и был назначен генеральным директором Massoud Foundation. С марта 2019 года Масуд официально занялся политикой.
Он поддержал идею своего отца о швейцарской модели внутренних властных отношений в Афганистане, заявив, что децентрализация правительства приведёт к более эффективному распределению ресурсов и полномочий, тем самым принеся процветание и стабильность.
В 2021 году во время наступления талибов Масуд сформировал на севере Афганистана Панджшерское сопротивление — коалицию преимущественно таджикских ополченцев, противостоявшую «Талибану». После падения Кабула он присоединился к первому вице-президенту Амрулле Салеху, отвергнув власть «Талибана» и продолжив сопротивление, но после успешной операции талибов в долине Панджшер в сентябре 2021 года, где им удалось взять под контроль бо́льшую часть территории провинции, был вынужден покинуть Афганистан.